# Liste der Bodendenkmäler in Pfofeld
Auf dieser Seite sind die Bodendenkmäler in der mittelfränkischen Gemeinde Pfofeld zusammengestellt. Diese Tabelle ist eine Teilliste der Liste der Bodendenkmäler in Bayern. Grundlage ist die Bayerische Denkmalliste, die auf Basis des Bayerischen Denkmalschutzgesetzes vom 1. Oktober 1973 erstmals erstellt wurde und seither durch das Bayerische Landesamt für Denkmalpflege geführt wird. Die folgenden Angaben ersetzen nicht die rechtsverbindliche Auskunft der Denkmalschutzbehörde.

## Bodendenkmäler in Pfofeld
| Lage                    | Objekt | Akten-Nr.     | Bild           |
| ----------------------- | --- | ------------- | -------------- |
| Pfofeld (Standort)      | Mittelalterlicher Burgstall. | D-5-6830-0104 |                |
| Pfofeld (Standort)      | Wachtposten WP 14/11 des raetischen Limes. | D-5-6830-0106 |                |
| Pfofeld (Standort)      | Wachtposten WP 14/12 des raetischen Limes. | D-5-6830-0107 |                |
| Pfofeld (Standort)      | Straße der römischen Kaiserzeit. | D-5-6830-0108 |                |
| Pfofeld (Standort)      | Teilstrecke des raetischen Limes. | D-5-6831-0045 |                |
| Pfofeld (Standort)      | Wachtposten WP 14/13 des raetischen Limes. | D-5-6831-0046 |                |
| Pfofeld (Standort)      | Wachtposten WP 14/14 des raetischen Limes. | D-5-6831-0047 |                |
| Pfofeld (Standort)      | Wachtposten WP 14/15 des raetischen Limes. | D-5-6831-0048 |                |
| Pfofeld (Standort)      | Grabhügel vorgeschichtlicher Zeitstellung. | D-5-6831-0049 |                |
| Pfofeld (Standort)      | Siedlung der späten Latènezeit. | D-5-6831-0051 |                |
| Pfofeld (Standort)      | Mittelalterliche und frühneuzeitliche Befunde im Bereich der Evang.-Luth. Pfarrkirche St.Michael.                                                | D-5-6831-0054 | weitere Bilder |
| Pfofeld (Standort)      | Hochmittelalterlicher Burgstall. | D-5-6831-0057 |                |
| Pfofeld (Standort)      | Grabhügel vorgeschichtlicher Zeitstellung. | D-5-6831-0058 |                |
| Pleinfeld (Standort)    | Wachtposten WP 14/19 des raetischen Limes. | D-5-6831-0072 |                |
| Theilenhofen (Standort) | Wachtposten WP 14/16 des raetischen Limes. | D-5-6831-0112 |                |
| Pfofeld (Standort)      | Mittelalterliche und frühneuzeitliche Befunde im Bereich der Evang.-Luth. Pfarrkirche St. Bartholomäus und ihrer Vorgängerbauten in Thannhausen. | D-5-6831-0157 | weitere Bilder |
| Pfofeld (Standort)      | Freilandstation des Mesolithikums sowie Höhensiedlung des Neolithikums.                                                                          | D-5-6831-0229 |                |
| Pfofeld (Standort)      | Freilandstation des Mesolithikums, Siedlung des Neolithikums, der Eisenzeiten sowie des Mittelalters.                                            | D-5-6831-0230 |                |
| Pfofeld (Standort)      | Freilandstation des Mesolithikums, Siedlung des Neolithikums, der Bronze- und der Latènezeit sowie der römischen Kaiserzeit.                     | D-5-6831-0232 |                |
| Pfofeld (Standort)      | Mesolithische Freilandstation, spätlatènezeitliche Siedlung und mittelalterliche Wüstung.                                                        | D-5-6930-0053 |                |
| Pfofeld (Standort)      | Mittelalterliche und frühneuzeitliche Befunde im Bereich der Kapellenruine Hl.-Kreuz.                                                            | D-5-6930-0271 | weitere Bilder |
| Pfofeld (Standort)      | Grabhügel mit Bestattungen der späten Hallstatt- und der frühen Latènezeit.                                                                      | D-5-6931-0014 |                |
| Pfofeld (Standort)      | Siedlung der römischen Kaiserzeit. | D-5-6931-0016 |                |
| Theilenhofen (Standort) | Kastell der römischen Kaiserzeit in Steinbauweise.                                                                                               | D-5-6931-0492 |                |